# Europarlamentari pentru Irlanda 1994-1999
This is a list of the 15 Europarlamentari for Irelanda elected in the Alegeri pentru Parlamentul European 1994.
They served in the 1994 to 1999 sesiunea.

## Constituencies

### Connaught
- Pat "the Cope" Gallagher
- Mark Killilea
- John McCartin

### Dublin
- Niall Andrews
- Mary Banotti
- Bernie Malone
- Patricia McKenna

### Leinster
- Nuala Ahern
- Jim Fitzsimons
- Alan Gillis
- Liam Hyland

### Munster
- Gerard Collins
- Pat Cox
- Brian Crowley
- John Cushnahan